# Zadarska rezolucija
Zadarska rezolucija – deklaracja polityczna podpisana w Zadarze 17 października 1905 przez dalmatyńskich polityków narodowości serbskiej.
Wyrażono w niej poparcie dla zjednoczenia Królestwa Dalmacji z Chorwacją oraz dążenia węgierskiej opozycji do odzyskania niepodległości. Poparto postulaty wyrażone wcześniej w chorwacko-serbskiej Riječkiej rezoluciji. Podkreślono, że Serbowie i Chorwaci stanowią jeden naród, ich wspólny język powinien zostać nazwany albo serbskim albo chorwackim, a w szkołach powinna być nauczana zarówno historia Chorwacji, jak i Serbii oraz alfabet łaciński i cyrylica.
Polityczne zbliżenie chorwacko-serbskie skutkowało zawiązaniem Koalicji Chorwacko-Serbskiej i realizacją tzw. „polityki nowego kursu”.